# Прохватілов Ігор Юрійович
Ігор Юрійович Прохватілов — український військовослужбовець, бойовий медик, інструктор з тактичної медицини, заслужений тренер України, майстер спорту міжнародного класу з тайського боксу, майстер спорту з бойового самбо, чемпіон Європи з тайського боксу (2006), чемпіон світу з кікбоксингу WAKO (2003), чемпіон світу з мікс файту (2009), двократний чемпіон світу з ММА (2012, 2024).
Спеціальний кореспондент, журналіст.
Служить у складі батальйону імені Шейха Мансура, що діє у взаємодії з ГУР МО та контррозвідкою СБУ.
Засновник і головний тренер спортивного клубу MMA CENTER UKRAINE. Відзначений нагородою світового рівня — рекордом Книги рекордів Гіннеса.
З 2007 року займається тренерською діяльністю. Виховав понад 10 000 учнів, з яких близько 1000 сьогодні боронять Україну.

## Біографія
Народився 23 травня 1987 року в Україні. З дитинства займається бойовими мистецтвами, має педагогічну освіту. Сертифікований інструктор з тактичної медицини та військової фізичної підготовки.
Підготував сотні спортсменів, військових і дітей у складних життєвих обставинах.

## Спортивна кар’єра
- Заслужений тренер України
- Майстер спорту міжнародного класу з тайського боксу
- Чемпіон Європи з тайського боксу (2006)
- Чемпіон світу з кікбоксингу WAKO (2003)
- Чемпіон світу з мікс файту (2009)
- Майстер спорту з бойового самбо
- Двократний чемпіон світу з ММА (2012, 2024)
- Володар нагороди Книги рекордів Гіннеса
- Багаторазовий переможець міжнародних змагань
- Засновник та головний тренер MMA CENTER Ukraine

## Громадська та навчальна діяльність
- Проводить тренування для військових, ветеранів і добровольців
- Безкоштовно тренує дітей-сиріт, дітей загиблих воїнів, дітей з багатодітних родин
- Веде курси з тактичної медицини, самозахисту, військової підготовки
- Реалізує програми реабілітації через бойові мистецтва
- Формує патріотичну молодь через спорт

## Військова служба
Служить у складі батальйону імені Шейха Мансура, у взаємодії з ГУР МО та контррозвідкою СБУ.
Основні функції:
- Бойовий медик
- Інструктор з тактичної медицини
- Учасник бойових спецоперацій
- Спеціальний кореспондент, журналіст

## Сім’я
Одружений з Анною Олександрівною. Разом виховують доньку Ніку.
Для Ігоря сім’я — джерело сили, віри й натхнення.

## Нагороди та відзнаки
- Заслужений тренер України
- Майстер спорту міжнародного класу з тайського боксу
- Чемпіон Європи з тайського боксу (2006)
- Чемпіон світу з кікбоксингу WAKO (2003)
- Чемпіон світу з мікс файту (2009)
- Майстер спорту з бойового самбо
- Двократний чемпіон світу з ММА (2012, 2024)
- Володар нагороди Книги рекордів Гіннеса
- Відзнака за звільнення Харківської області
- Медаль «За врятоване життя»
- Медаль «За оборону України»
- Подяки, грамоти, відомчі нагороди